# Les Contes de Lupin
Les Contes de Lupin est une série télévisée d'animation française créée par Nicolas Le Nevé et Laura Muller, et produite par Marc Du Pontavice. Elle est réalisée par Laura Muller, Antoine Colomb et Nicolas Le Nevé, et développée aux studios d'animation Xilam, connus pour leurs séries d'animation notables telles que Les Zinzins de l'espace et Oggy et les Cafards. La série est initialement diffusée depuis le 6 février 2021 sur la chaîne télévisée France 5. La série compte 156 épisodes.

## Synopsis
La série suit les aventures de Lupin, un petit loup du monde des contes. Refusant sa destinée de "méchant loup", Lupin veut devenir un véritable héros. À chaque épisode, il s'introduit dans un nouveau livre Pop-up de conte.
Avec l'accord du Narrateur, son ami, Lupin prend la place du héros ou de l'héroïne du conte original. Le louveteau tente de jouer ce rôle jusqu'au bout du conte, mais ses défauts l'empêchent de réussir sa mission du premier coup, et il doit gérer les complications liées à ses erreurs. Arrivé finalement au bout de l'histoire, Lupin trouve une idée pour améliorer la fin originale du conte. Il redonne enfin son rôle au véritable héros, préférant s'amuser.

## Épisodes

### Première saison
| Numéro | Titre                                          | Ecrit par                                 | Storyboard par                    |
| ------ | ---------------------------------------------- | ----------------------------------------- | --------------------------------- |
| 1      | Le Vase de l’Empereur                          | Jordan Raux Julien Dinse                  | Romain Rossard                    |
| 2      | Le Preux Paysan et l’Esprit de la Forêt        | Philippe Clerc                            | Romain Rossard                    |
| 3      | Princesse Citrouille                           | Renaud Gagnon                             | Laura Pannetier                   |
| 4      | Les Trois Héros et le Dragon                   | Nicolas Le Nevé                           | Laura Muller Nicolas Le Nevé      |
| 5      | La Princesse et le Très Gros Tigre             | Branca Cepelowicz Nils Gaillard           | Romain Rossard                    |
| 6      | Le Saltimbanque et le Géant                    | Pierre Le Gall                            | Laura Pannetier                   |
| 7      | La Paysanne et le Violon Enchanté              | Nicolas Le Nevé                           | Bruno Guerra                      |
| 8      | Le Pêcheur, le Phénix et les Poissons          | Renaud Gagnon                             | Lucy Vallin                       |
| 9      | Le Disciple et les Bourrasques de Vent Glacé   | Philippe Clerc                            | Laura Pannetier                   |
| 10     | La Légende du Crocodile                        | Branca Cepelowicz Nils Gaillard           | Bruno Guerra                      |
| 11     | L’Ogre et la Petite Fée                        | Renaud Gagnon                             | Lucy Vallin                       |
| 12     | L’Apprenti Magicien et la Sorcière             | Philippe Clerc                            | Laura Pannetier                   |
| 13     | Le Nain Ronfleur et le Géant Endormi           | Renaud Gagnon                             | Laura Pannetier                   |
| 14     | Wei, la Couronne et le Roi Singe               | Caroline Torelli                          | Christophe Pinto                  |
| 15     | Le Petit Peintre et le Pinceau Magique         | Philippe Clerc                            | Lucy Vallin                       |
| 16     | Le Petit Chef et l’Énorme Radis                | Renaud Gagnon                             | Laura Pannetier                   |
| 17     | Le Chevalier, la Fée et la Licorne             | Philippe Clerc                            | Christophe Pinto                  |
| 18     | La Cheffe de la Garde et les Lutins Taquins    | Philippe Clerc                            | Bruno Guerra                      |
| 19     | La Walkyrie et le Volcan                       | Branca Cepelowicz Nils Gaillard           | Laura Pannetier                   |
| 20     | Le Frêle Forgeron et les Trolls                | Julien Dinse Jordan Raux                  | Nina Degrendel                    |
| 21     | Le Vieux Maître et le Défi                     | Philippe Clerc                            | Bruno Guerra                      |
| 22     | Baba Yaga et les Enfants                       | Nicolas Le Nevé                           | Marylène Sun                      |
| 23     | La Surprise du Shapishico                      | Renaud Gagnon                             | Laura Pannetier                   |
| 24     | Petit Biscuit et l’Ogre                        | Renaud Gagnon                             | Bruno Guerra                      |
| 25     | Le Peuple de l’Océan et le Condor              | Julien Dinse Maïté Sonnet                 | Nina Degrendel                    |
| 26     | Curupira et les Guerriers                      | Nicolas Le Nevé                           | Lucy Vallin                       |
| 27     | La Sirène au Saphir et la Baleine Bougonne     | Caroline Torelli                          | Nina Degrendel                    |
| 28     | La Danse de l’Harmonie                         | Nicolas Le Nevé                           | Laura Pannetier                   |
| 29     | Le Petit Bûcheron et la Gardienne de l’Hiver   | Philippe Clerc                            | Nina Degrendel                    |
| 30     | Le Sage Soren et le Troll Souffleur            | Vanessa Grunberg Vincent Détré            | Bruno Guerra                      |
| 31     | Le Petit Viking et la Grande Traversée         | Vanessa Grunberg Vincent Détré            | Alisée Preud’homme                |
| 32     | Barbe Rose et l’Île Hantée                     | Maïté Sonnet Julien Dinse                 | Alisée Preud’homme                |
| 33     | Le Gardien de la Vanille et les Singes         | Philippe Clerc                            | Lucy Vallin                       |
| 34     | Le Chevalier et l’Arbre de la Reine            | Maïté Sonnet Julien Dinse                 | Laura Pannetier                   |
| 35     | Le Capitaine et le Terrible Pirate             | Mathilde Arnaud                           | Lucy Vallin                       |
| 36     | Le Planteur et les Pirates                     | Philippe Clerc                            | Nina Degrendel                    |
| 37     | Le Frêle Forgeron et le Talisman               | Philippe Clerc                            | Bruno Guerra                      |
| 38     | Le Basilic et le Bouclier de Porcelaine        | Nicolas Le Nevé                           | Bruno Guerra                      |
| 39     | Le Capitaine et le Coffre Maudit               | Alice Boucherit                           | Laura Pannetier                   |
| 40     | La Princesse et le Dragon                      | Renaud Gagnon                             | Laura Pannetier                   |
| 41     | Anahi et le Grand Sorcier                      | Maïté Sonnet                              | Nina Degrendel                    |
| 42     | L’Espion et les Chapeaux de la Reine           | Vanessa Grunberg Vincent Détré            | Bruno Guerra                      |
| 43     | La Guérisseuse Incompréhensible                | Philippe Clerc                            | Bruno Guerra                      |
| 44     | Le Juge Pi et l’Armure Magique                 | Philippe Clerc                            | Alisée Preud’homme                |
| 45     | Le Viking Étincelant et les Trolls             | Jordan Raux                               | Laura Pannetier                   |
| 46     | La Potière et l’Esprit du Vent                 | Philippe Clerc                            | Laura Pannetier                   |
| 47     | Le Chant du Tocpillatoliztica                  | Branca Cepelowicz Nils Gaillard           | Lucy Vallin                       |
| 48     | Le Musicien et le Royaume Silencieux           | Guillaume Rio                             | Alisée Preud’homme                |
| 49     | La Walkyrie, le Viking et le Forgeron          | Mathilde Arnaud                           | Bruno Guerra                      |
| 50     | Le Tapis de l’Empereur                         | Aude Massot                               | Nina Degrendel                    |
| 51     | Le Guerrier et le Monstre des Rizières         | Renaud Gagnon                             | Laura Pannetier                   |
| 52     | Pagra et l’Araignée Géante                     | Sarah Malléon                             | Nina Degrendel                    |
| 53     | Le Chant du Perroquet                          | Jordan Raux                               | Alisée Preud’homme                |
| 54     | Les Sœurs Fâchés et la Grenouille              | Camille Costedoat-Vailhé Caroline Torelli | Nina Degrendel                    |
| 55     | Le Noble Chevalier et le Royaume des Illusions | Renaud Gagnon                             | Lucy Vallin                       |
| 56     | La Walkyrie qui se Riait du Danger             | Branca Cepelowicz Nils Gaillard           | Laura Pannetier                   |
| 57     | L’Humble Chevalier et le Corossol d’Or         | Alice Boucherit                           | Alisée Preud’homme                |
| 58     | Lagertha et le Serpent de Mer                  | Nicolas Le Nevé                           | Bruno Guerra                      |
| 59     | Le Pêcheur sans Peur et le Bateau Fantôme      | Alice Boucherit                           | Alisée Preud’homme                |
| 60     | La Chasseuse de Trésors et le Voleur           | Vanessa Grunberg Vincent Détré            | Nina Degrendel                    |
| 61     | La Petite Tunique Rouge                        | Alice Boucherit                           | Bruno Guerra                      |
| 62     | La Petite Viking et la Fée des Glaces          | Guillaume Rio                             | Jean-Charles André                |
| 63     | Les Vikings Maladroits et le Drakkar Gelé      | Philippe Clerc                            | Laura Pannetier                   |
| 64     | La Sirène Bricoleuse et les Pirates            | Mathilde Arnaud                           | Nina Degrendel                    |
| 65     | Le Jardinier et le Mangeur de Nuages           | Renaud Gagnon                             | Nina Degrendel                    |
| 66     | Barbe Rose et le Course des Pirates            | Mathilde Arnaud                           | Alisée Preud’homme                |
| 67     | Les Princes et l'Empereur Grognon              | Mathilde Arnaud Mélanie Van Hooren        | Alisée Preud’homme                |
| 68     | Le Forgeron et le Marteau de Thor              | Mathilde Arnaud                           | Olivier Renard                    |
| 69     | Le Roi des Singes et l'Empereur                | Renaud Gagnon                             | Jean-Charles André                |
| 70     | Le Jeune Pêcheur et la Colère du Volcan        | Alice Giordan Léo Bocard                  | Nina Degrendel                    |
| 71     | La Petite Sirène et les Pirates                | Nicolas Le Nevé                           | Laura Pannetier                   |
| 72     | Les Vikings Paisibles et l'Exploit Impossible  | Philippe Clerc                            | Olivier Renard                    |
| 73     | Le Petit Pâtissier et le Druide Ensorcelé      | Philippe Clerc                            | Laura Pannetier                   |
| 74     | Le Mousse et l'Île du Crocodile                | Renaud Gagnon                             | Bruno Guerra                      |
| 75     | Le Trésor de l'Île au Crâne                    | Philippe Clerc                            | Bruno Guerra                      |
| 76     | Le Pêcheur et le Trésor Trouvé                 | Alice Giordan Léo Bocard                  | Nina Degrendel                    |
| 77     | Le Capitaine et la Boussole Magique            | Mathilde Arnaud Mélanie Van Hooren        | Laura Pannetier                   |
| 78     | La Berceuse au Soleil                          | Alice Giordan Léo Bocard                  | Alisée Preud’homme Romain Rossard |

## Distinctions

### Récompenses
Au festival international Cartoons on the Bay, la série remporte le Pulcinella Award 2020 pour une Série TV Preschool, pour « sa capacité à apporter un souffle nouveau au grand livre de contes de fées, et son utilisation maîtrisée du sens de l’humour »,